# Ponts, Lleida
Ponts là một đô thị trong tỉnh Lleida, cộng đồng tự trị Cataluña Tây Ban Nha. Đô thị Ponts (Spagna) có diện tích là 30,77 ki-lô-mét vuông, dân số năm 2009 là 2744 người với mật độ 89,18 người/km². Đô thị Ponts (Spagna) có cự ly 67 km so với đô thị Manresa.